# Kaimori
Kaimori är en ort i Indien.   Den ligger i distriktet Jabalpur och delstaten Madhya Pradesh, i den centrala delen av landet, 600 km söder om huvudstaden New Delhi. Kaimori ligger 374 meter över havet och antalet invånare är 20 154.
Terrängen runt Kaimori är platt österut, men västerut är den kuperad. Runt Kaimori är det tätbefolkat, med 266 invånare per kvadratkilometer. Kaimori är det största samhället i trakten. Trakten runt Kaimori består till största delen av jordbruksmark.